# Тільця Леві

На мікрофотографіях ділянок чорної речовини даного пацієнта видно тільця Леві та нейрити Леві в різних збільшеннях. На верхніх зображеннях (60-кратне збільшення) видно внутрішньонейронні альфа-синуклеїнові включення, скупчені з утворенням тілець Леві. На нихніх зображеннях (20-кратне збільшення) видно ниткоподібні нейрити Леві та округлої форми тільця Леві різної величини. На тлі видно заповнені нейромеланіном клітини чорної речовини. Фарби: 1) моноклональні антитіла до альфа-синуклеїну; 2) контрфарбування гематоксиліном Меєра

Тільця Леві — аномальні скупчення білка в нейронах, що відіграють патогенетичну роль у розвитку хвороби Паркінсона (ХП), деменції при хворобі Паркінсона та деменції з тільцями Леві, а також низки інших патологій. Окрім цього, тільця Леві виявляються при мультисистемній атрофії, зокрема паркінсонічному варіанті (МСА-П).
Дані скучення білка ідентифікуються мікроскопово на гістологічному зразку головного мозку. Тільця Леві мають вигляд сферичних мас, що зміщують інші клітинні компоненти. Їх можна виявити в стовбурі (в межах чорної речовини) та в корі головного мозку. Класичне тільце Леві є еозинофільним цитоплазматичним включенням, що складається з щільного ядра, оточеного вінцем радіально розміщених волокон 10 нм завширшки; первинним структурним компонентом тілець є білок альфа-синуклеїн. Кіркові тільця Леві також складаються з волокон альфа-синуклеїну, однак мають менш чіткі контури та не мають вінців. Гістопатологічно кіркові тільця Леві є патогномонічною ознакою деменції з тільцями Леві (ДТЛ), однак інколи можуть бути наявними в роздутих нейронах при хворобі Піка, кортикобазальній дегенерації та в пацієнтів з іншими таупатіями.

## Історія

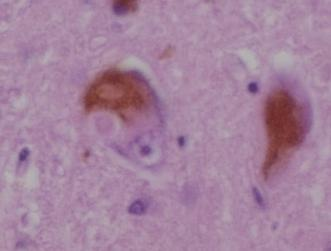
Тільця Леві

1910 року Фрітц Генріх Леві навчався на програмі докторату в Берліні. Він став першим лікарем, хто помітив, що незвичайні білки в мозку змінюють процес мислення в деяких людей, але на той час науковці не були в змозі визначити функцію цих білків. Його відкриття стало відомим як тільця Леві після публікції «Посібника з неврології» 1912 року, де білки порівнювались з ранішими знахідками Гонцало Родрігеса Лофори. 1913 року Лафора описав інший випадок і визнав Леві першовідкривачем, назвавши об'єкт дослідження міжклітинними тільцями Леві. 1919 року Костянтин Миколайович Третьяков виявив їх у чорній речовині головних мозків, уражених хворобою Паркінсона, і назвав знахідку тільцями Леві, вперше вживши нинішній епонім. 2017 року Еліаш Енґельгардт наводив аргументи щодо визнання створення епоніму Лофором, оскільки той він назвав тільця за шість років до Третьякова. 1923 року Леві опублікував свої знахідки в книзі «Дослідження м'язового тонусу та рухової функції. Включно з системними дослідженнями кліки, фізіології, патології та патогенезу тремтячого паралічу».
Згідно з «Журналом історії нейронаук», д-р Леві став цікавитись вивченням мозку (неврологією) після відкриття, зробленого Алоїзом Альцгаймером 1906 року. У статті згадується, що третій описаний випадок хвороби Альцгаймера згадував гістологічні структури, схожі за гістологічною картиною до тілець Леві, але повна відповідність зі знахідкою Леві не стверджується.

## Морфологія

Мікрофотографія заднього моторного ядра (ЗМЯ) блукаючого нерва на поперечному зрізі, верхній відділ довгастого мозку уражений аномальним накопиченням альфа-синуклеїну в складі міжнейронних тілець Леві (з правого краю): ЗМЯ є одною з перших ділянок, що піддаються накопиченню альфа-синуклеїну при хворобі Паркінсона.

Тільця Леві складаються з білка альфа-синуклеїну, асоційованого з іншими протеїнами, як-от убіквітином, нейрофіламентним протеїном та альфа-B-кристаліном. Можлива наявність тау-протеїнів, а в деяких випадках тільця Леві можуть бути оточені нейрофібрилярними клубками. У певних ділянках нервової системи (зокрема в мигдалистому тілі) в одному нейроні можуть бути присутні як тільця Леві, так і нейрофібрилярні клубки.
Вважається, що тільця Леві утворюються в клітинах за механізмом агресомної відповіді.

## Нейронні відростки з тільцями Леві
В англомовній літературі відростками нейронів з ознаками тілець Леві, англ. Lewy neurites називають аномальні відростки в уражених нейронах, що містять гранулярний матеріял та аномальні альфа-синуклеїнові філаменти, схожі з такими в тільцях Леві. Як і тільця Леві, такі аномальні дендрити та аксони є ознакою альфа-синуклеїнопатій, таких як деменція з тільцями Леві, хвороба Паркінсона та мультисистемна атрофія. Такі пошкоджені відростки також можна спостерігати в зонах CA2 та CA3 гіпокампа при хворобі Альцгаймера.